# Robin G. Collingwood
Pour les articles homonymes, voir Collingwood.
Robin George Collingwood (Conison, Cambria, 22 février 1889 - 9 janvier 1943) est un philosophe et historien britannique, fils de W.G. Collingwood.

## Biographie
Robin G. Collingwood est éduqué à domicile jusqu'à l'âge de treize ans par des précepteurs. Sa mère, Edith Mary Collingwood (1857-1928), est une peintre connue et une musicienne accomplie. Elle transmet à son fils l'amour de l'art et de la musique de Chopin et de Beethoven. Son père, William Gershom Collingwood (1854-1932), lui enseigne le latin et le grec.
À l'âge de huit ans, Collingwood lit dans la traduction de Thomas Kingsmill Abbott la théorie de l'éthique de Kant, et c'est ainsi qu'il découvre la philosophie. Il accompagne son père, qui est un écrivain important, archéologue et spécialiste de l'antiquité important, dans des recherches archéologiques et développe ainsi rapidement un sens pour le côté pratique et technique de la science historique. Très tôt, deux intérêts principaux se forment dans la vie du jeune homme : l'histoire ancienne et la philosophie[réf. nécessaire].
Dans son adolescence, les connaissances transmises à l'école de Rugby lui semblent insuffisantes. Il se retire souvent et consacre son temps libre à lire de vieux classiques à la bibliothèque. Il apprend également à jouer du violon et découvre Jean-Sébastien Bach. Beaucoup de ses professeurs le considèrent bientôt comme un rebelle contre l'ensemble du système d'enseignement. En fait, il rappelle en quelque sorte Max Demian dans Demian d'Hermann Hesse.
À 24 ans, Collingwood prend la direction de fouilles archéologiques, après avoir été l'assistant de son père. Dans son autobiographie, il décrit cette activité comme l'une des principales joies de sa vie. La même année 1913, il traduit l'ouvrage de Benedetto Croce, La Philosophie de Giambattista Vico. Giambattista Vico et Croce ont été des influences clés sur la pensée de Collingwood. Collingwood est un dernier membre de l'école idéaliste (même s'il refuse cette qualification[réf. nécessaire]), professeur de philosophie métaphysique à l'université d'Oxford. Il fut le seul des élèves de Francis J. Haverfield à survivre à la Première Guerre mondiale. Parmi les philosophes qui exercèrent une influence notable sur lui, on peut citer les idéalistes italiens, Croce, Giovanni Gentile et Guido de Ruggiero – ce dernier était l'un de ses proches amis – mais aussi Emmanuel Kant, Vico, F.H. Bradley, John Alexander Smith et John Ruskin – un des mentors de son père W.G. Collingwood, professeur de beaux-arts à l'université de Reading.
Collingwood est surtout connu pour son ouvrage Le Concept d'histoire, recueil issu de diverses sources compilé par un de ses élèves, Thomas Malcolm Knox. Dans le monde anglophone, après la Seconde Guerre mondiale, cet ouvrage a influencé considérablement la philosophie analytique de l'histoire. Il est cité à de très nombreuses reprises dans les travaux d'historiographie. Pour Louis Mink, Collingwood fait partie de ces penseurs du XXe siècle que tout le monde connaît mais que personne n'étudie en profondeur.
Dans le domaine de l'esthétique, Collingwood défend l'idée selon laquelle le langage et l'art sont identiques. Sa principale contribution dans ce domaine est son livre Les Principes de l'art. Sa pensée y est assez proche de celle de Croce. Il présente l'art comme une fonction nécessaire de l'esprit humain, et le considère comme « collaboratif », c'est-à-dire comme une activité collective et sociale. En politique, Collingwood était plutôt libéral (au sens que ce mot a en Grande-Bretagne, c'est-à-dire centriste), prêt à défendre une image un peu idéalisée de la pratique du libéralisme au XIXe siècle.
Collingwood était un historien compétent, et l'une des sommités de son temps en archéologie de l'Angleterre à l'époque romaine. À l'université d'Oxford, il avait refusé de choisir entre l'histoire et la philosophie, et avait obtenu des titres universitaires dans ces deux disciplines. Sa philosophie de l'histoire était indissociable de ses recherches historiques, et son ouvrage Roman Britain renseigne aussi sur sa philosophie de l'histoire.
Il a également publié The First Mate's Log, le récit d'un voyage en Méditerranée effectué avec quelques-uns de ses élèves.
En 1934, il est élu comme fellow de la British Academy. En tant que prédécesseur de Gilbert Ryle, Collingwood est professeur de métaphysique à Oxford de 1935 à 1941. En 1942, en raison d'une mauvaise santé, il s'installe dans le Lake District dans la maison que lui a léguée sa famille. Gravement malade durant les derniers mois de sa vie, il meurt à Coniston le 9 janvier 1943.
Il a été toute sa vie anglican pratiquant.

## Œuvres

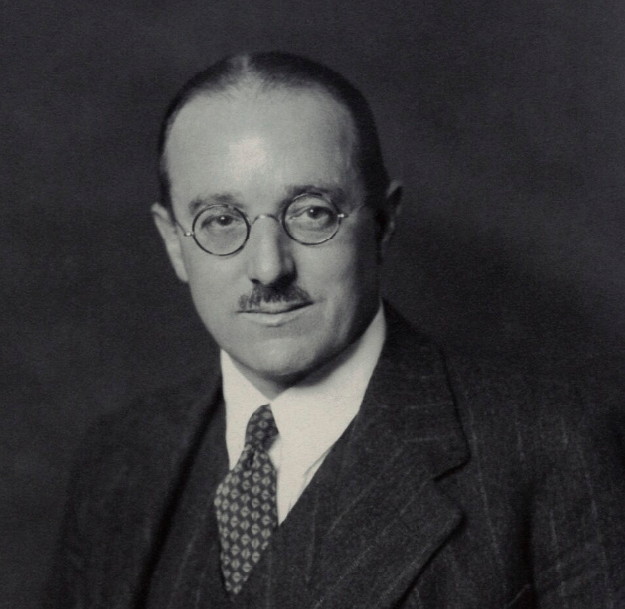
Collingwood (1936).

### Œuvres principales publiées de son vivant
- Religion and Philosophy (1916)  (ISBN 1-85506-317-4)[4]
- Roman Britain (1923; 2nd ed., 1932)  (ISBN 0-8196-1160-3)[5],[6]
- Speculum Mentis; or The Map of Knowledge (1924)  (ISBN 978-1-897406-42-7)[7]
- Outlines of a Philosophy of Art (1925)[8]
- The Archaeology of Roman Britain (1930)  (ISBN 978-0-09-185045-6)[9]
- An Essay on Philosophical Method (1933, rev. ed. 2005).  (ISBN 1-85506-392-1)[10]
- Roman Britain and the English Settlements (with J. N. L. Myres, 1936, 2nd ed. 1937)
- The Principles of Art (1938)  (ISBN 0-19-500209-1)[11]
- An Autobiography (1939)  (ISBN 0-19-824694-3)[12]
- The First Mate's Log (1940)[13]
- An Essay on Metaphysics (1940, revised edition 1998).  (ISBN 0-8191-3315-9)[14]
- The New Leviathan (1942, rev. ed. 1992)  (ISBN 0-19-823880-0)[15]

### Articles publiés de son vivant
- 'A Philosophy of Progress', The Realist, 1:1, avril 1929, 64-77

### Publications posthumes
- The Idea of Nature (1945)  (ISBN 0-19-500217-2)[16]
- The Idea of History (1946, revised edition 1993).  (ISBN 0-19-285306-6)[17]
- Essays in the Philosophy of Art (1964)[18]
- Essays in the Philosophy of History (1965)  (ISBN 0-8240-6355-4)[19]
- Essays in Political Philosophy (with David Boucher) (1989)  (ISBN 0-19-823566-6)[20]
- The Principles of History and Other Writings in Philosophy of History (ed. William H. Dray and W. J. van der Dussen) (2001)  (ISBN 0-19-924315-8)[21]
- The Philosophy of Enchantment: Studies in Folktale, Cultural Criticism, and Anthropology (2005)  (ISBN 0-19-926253-5)[22]

### Traductions en français
- Le nouveau Léviathan ou l'homme, la société, la civilisation et la barbarie, trad. Lucien Carrive, introd. Paulette Carrive, éd. Kimé, 435 pages, 2001
- Robin George Collingwood (trad. Guy Le Gaufey), Toute histoire est histoire d'une pensée - Autobiographie d'un philosophe archéologue, Epel, coll. « sources », 2010, 186 p..